# Jutta Niehaus
Jutta Niehaus, verh. Tielemann,  (* 1. Oktober 1964 in Bocholt) ist eine ehemalige deutsche Radrennfahrerin.

## Sportliche Laufbahn
Jutta Niehaus gehörte in den 1980er Jahren zu den erfolgreichsten Radsportlerinnen Europas, auf der Straße wie auf der Bahn. Sie startete für den Verein „RC Bocholt“. Ab 1983 gehörte sie zum Nationalkader des Bundes Deutscher Radfahrer, 1984 nahm sie erstmals an UCI-Straßen-Weltmeisterschaften teil.
1988 startete Niehaus bei den Olympischen Spielen in Seoul im Straßenrennen und errang im Sprint knapp hinter der Niederländerin Monique Knol die Silbermedaille. Bei den Olympischen Spielen 1992 in Barcelona stürzte sie im Straßenrennen und wurde deshalb nur 44. Insgesamt errang Jutta Niehaus drei deutsche Meisterschaften, 13 Vize-Meisterschaften, wurde zweimal Sechste bei Weltmeisterschaften und errang je einen Etappensieg bei der Grande Boucle Féminine sowie beim Giro d’Italia Donne. 1992 trat sie vom Radsport zurück.

## Diverses
Für den Gewinn der Silbermedaille bei den Olympischen Spielen 1988 erhielt Jutta Niehaus das Silberne Lorbeerblatt. 1988 wurde sie zur ersten „Radsportlerin des Jahres“ gewählt und im Jahr danach ein zweites Mal.
Nach dem Ende ihrer sportlichen Laufbahn wurde Jutta Niehaus bei der Bocholter Stadtverwaltung tätig.

## Erfolge

### Straße
1986
- eine Etappe Six Jours de Saint-Ambroix
- eine Etappe Postgiro féminin

1988
- Olympische Spiele – Straßenrennen
- eine Etappe Giro d’Italia Donne

1989
- eine Etappe Grande Boucle Féminine

1990
- zwei Etappen Postgiro féminin

1992
- eine Etappe Tour de l’Aude Cycliste Féminin

### Bahn
1989
- Deutsche Meisterin – Punktefahren, Einerverfolgung